# Remlingen, Würzburg
Remlingen là một đô thị trong huyện Würzburg bang Bayern thuộc nước Đức.